# Riviera del Brenta

Les canaux entre le Brenta et le Bacchiglione. La Riviera del Brenta est la partie du Naviglio del Brenta au niveau des villes de Stra jusqu'à Mira.

La Riviera del Brenta est une zone de la ville métropolitaine de Venise, en Vénétie, ayant un intérêt touristique et culturel particulier en raison du patrimoine architectural des villas vénitiennes construites entre les XVe et XVIIIe siècles par les nobles de la république de Venise le long du fleuve Brenta, dans la partie nommée Naviglio del Brenta.
Ce territoire constitue la voie naturelle de communication (par voie terrestre ou fluviale) entre deux grandes villes, Padoue et Venise, puis est devenu au fil des siècles le lieu de villégiature de riches clients venus des deux villes.

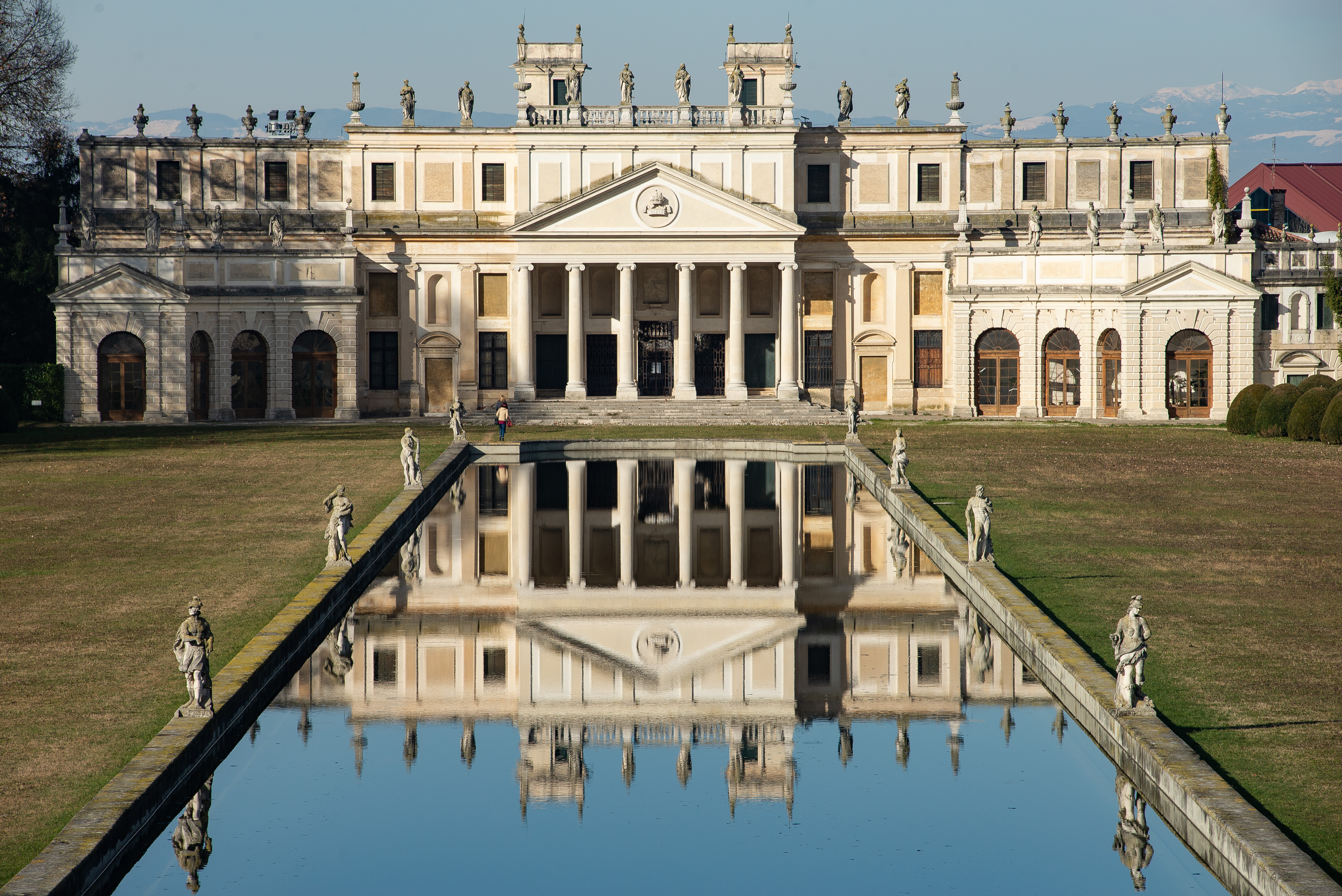
La villa Pisani à Stra.
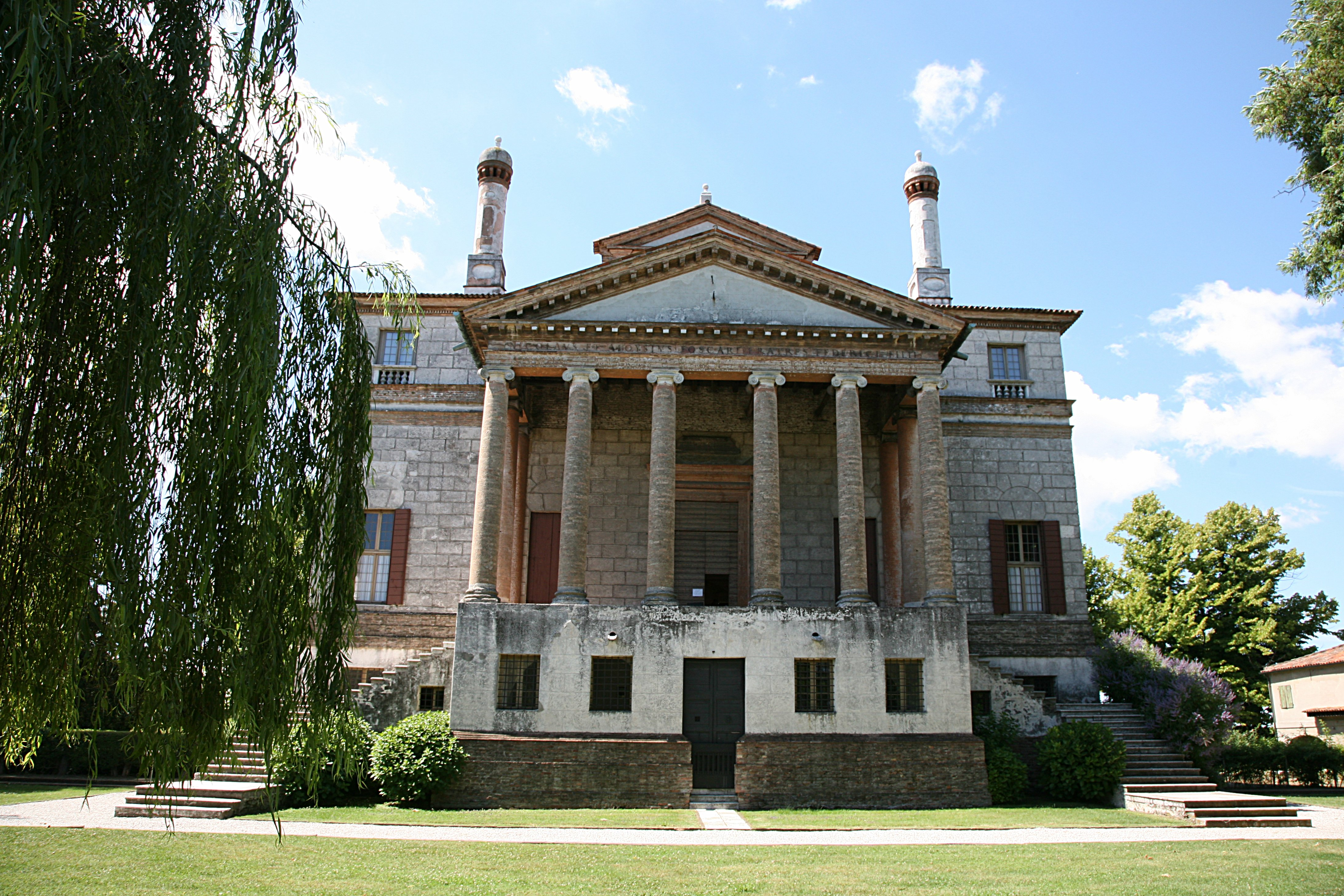
La villa Foscari à Mira.
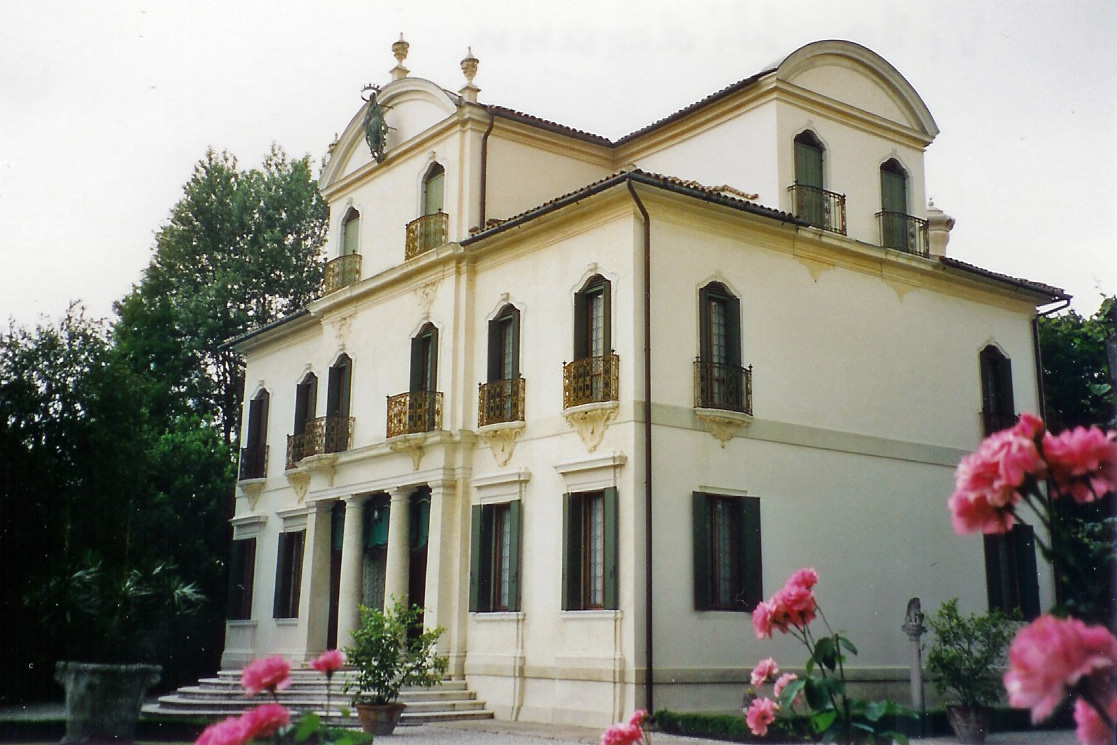
La villa Widmann (it) à Mira.
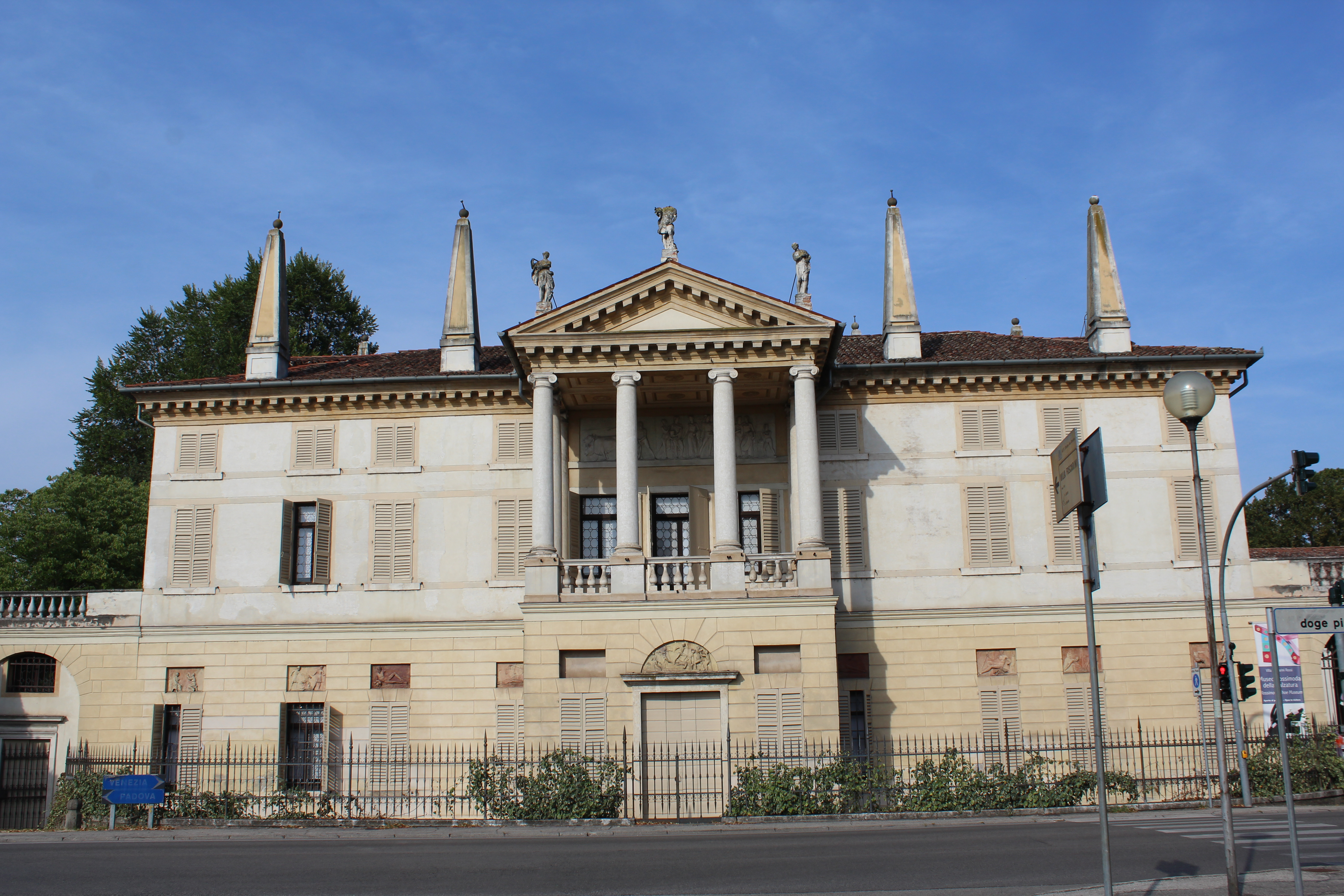
La villa Foscarini Rossi (it) à Stra.